# Cicerolândia
Cicerolândia es un distrito rural del municipio de Santa Rita, en el estado brasileño de Paraíba. Compuesto de las comunidades de Cicerolândia (sede), Aguas Turvas, Mumbaba de los Américos y Peninchos. La localidad, que tiene alrededor de 865 habitantes, se sitúa en la cuenca del Embalse Gramame-Mamuaba. El distrito está a unos 25 km de la sede del municipio, recorrido conectado por la carretera estatal PB-016, parcialmente pavimentada, pasando por Odilândia. Económicamente, el distrito es rico en la producción de productos agrícolas, como caña de azúcar, maíz, mandioca y frutas, sobre todo piña.